# Nils Winter
Nils Winter (Buxtehude, 27 marzo 1977) è un ex lunghista tedesco.

## Palmarès
| Anno | Manifestazione  | Sede       | Evento         | Risultato | Prestazione | Note |
| ---- | --------------- | ---------- | -------------- | --------- | ----------- | ---- |
| 2003 | Mondiali        | Parigi     | Salto in lungo | 21º (q)   | 7,80 m      |      |
| 2004 | Mondiali indoor | Budapest   | Salto in lungo | 10º (q)   | 7,95 m      |      |
| 2004 | Giochi olimpici | Atene      | Salto in lungo | 31º (q)   | 7,51 m      |      |
| 2005 | Europei indoor  | Madrid     | Salto in lungo | 7º        | 7,80 m      |      |
| 2005 | Mondiali        | Helsinki   | Salto in lungo | 12º       | 7,72 m      |      |
| 2005 | Universiadi     | Smirne     | Salto in lungo | 16º (q)   | 7,41 m      |      |
| 2007 | Europei indoor  | Birmingham | Salto in lungo | 7º        | 7,88 m      |      |
| 2009 | Europei indoor  | Torino     | Salto in lungo | Argento   | 8,22 m      |      |
| 2009 | Mondiali        | Berlino    | Salto in lungo | 34º (q)   | 7,69 m      |      |
| 2011 | Europei indoor  | Parigi     | Salto in lungo | 19º (q)   | 7,61 m      |      |
| 2012 | Europei         | Helsinki   | Salto in lungo | 22º (q)   | 7,71 m      |      |

## Altre competizioni internazionali
2004
- Coppa Europa di atletica leggera ( Bydgoszcz)

2005
- Coppa Europa di atletica leggera ( Firenze)

2009
- Campionati europei a squadre di atletica leggera ( Leiria)